# Eleição municipal de Luziânia em 2012
A eleição municipal da cidade brasileira de Luziânia ocorreu em 7 de outubro para eleger um prefeito, um vice-prefeito e 19 membros da Câmara de Vereadores. Cristóvão Tormin, do PSD, foi eleito ainda no primeiro turno, com 59.855 votos, contra 38.942 de seu principal adversário nas urnas, Gastão Leite (PSDB).
Os outros 2 canditatos receberam votação inexpressiva: Augustinho do PSOL teve 2.622 votos, e Geraldão, do DEM, obteve apenas 1.745. Houve ainda 3.802 votos brancos e 3.861 nulos.
Para a Câmara de Vereadores, a maior votação foi de Télio Rodrigues (PSDB), com 2.357 sufrágios.

## Candidatos a prefeito
|                   | Nº | Candidato(a) a prefeito | Candidato(a) a prefeito                        | Candidato(a) a vice-prefeito | Candidato(a) a vice-prefeito                    | Coligação |
| ----------------- | -- | ----------------------- | ---------------------------------------------- | ---------------------------- | ----------------------------------------------- | --- |
| bgcolor="#8CC63E" | 25 |                         | Geraldão (DEM) José Geraldo Silva              |                              | Professora Débora (DEM) Débora Batista Carneiro | "Sem coligação" - Democratas (DEM) |
| bgcolor="#0080FF" | 45 |                         | Gastão Leite (PSDB) Gastão de Araújo Leite     |                              | Gonçalves (PSDB) José Gonçalves de Araújo       | "Luziânia com Responsabilidade" - Partido da Social Democracia Brasileira (PSDB) - Partido Trabalhista Brasileiro (PTB) - Partido Progressista (PP) |
| bgcolor="#FFEE57" | 50 |                         | Augustinho do PSOL Augustinho Scheffer da Rosa |                              | Ricardo (PSOL) Ricardo Alves Peres Moreira      | Sem coligação - Partido Socialismo e Liberdade (PSOL) |
| bgcolor="#FFA500" | 55 |                         | Cristóvão Tormin (PSD) Cristóvão Vaz Tormin    |                              | Didi Viana (PT) Francisco Edivam Viana da Silva | "Luziânia de Mãos Dadas" - Partido Social Democrático (PSD) - Partido dos Trabalhadores (PT) - Partido Social Democrata Cristão (PSDC) - Partido Verde (PV) - Partido Humanista da Solidariedade (PHS) - Partido da República (PR) - Partido Republicano Brasileiro (PRB) - Partido da Mobilização Nacional (PMN) - Partido do Movimento Democrático Brasileiro (PMDB) - Partido Popular Socialista (PPS) - Partido Democrático Trabalhista (PDT) - Partido Socialista Brasileiro (PSB) - Partido Pátria Livre (PPL) - Partido Social Cristão (PSC) - Partido Trabalhista Nacional (PTN) - Partido Renovador Trabalhista Brasileiro (PRTB) - Partido Trabalhista Cristão (PTC) - Partido Comunista do Brasil (PCdoB) - Partido Republicano Progressista (PRP) |

## Coligações proporcionais
| Coligação                  | Partidos             |
| -------------------------- | -------------------- |
| De Mãos Dadas para Mudança | PSD, PV, PSC e PR    |
| De Mãos Dadas para o Ingá  | PRTB, PMN, PPL e PTN |
| Luziânia para Todos        | PMDB e PCdoB         |
| Trabalho e Cidadania       | PDT, PSB e PSDC      |
| Unidos para Transformar    | PT, PPS e PRB        |
| Agenda Positiva            | PSDB e PTB           |
| Sem coligação              | DEM, PP e PSOL       |

## Resultados
| Candidato(a)              | Vice                    | 1º Turno 7 de outubro de 2012 | 1º Turno 7 de outubro de 2012 |
| Candidato(a)              | Vice                    | Votação                       | Votação                       |
| Total                     | Porcentagem             | Total                         | Porcentagem                   |
| ------------------------- | ----------------------- | ----------------------------- | ----------------------------- |
| Cristóvão Tormin (PSD)    | Didi Viana (PT)         | 59.855                        | 70,89%                        |
| Gastão Leite (DEM)        | Gonçalves (PTB)         | 20.206                        | 23,93%                        |
| Augustinho do PSOL (PSOL) | Ricardo (PSOL)          | 2.622                         | 3,11%                         |
| Geraldão (DEM)            | Professora Débora (DEM) | 1.745                         | 2,07%                         |
| Votos em branco           | Votos em branco         | 3.802                         | 4,13%                         |
| Votos nulos               | Votos nulos             | 3.861                         | 4,19%                         |
| Total                     |                         |                               |                               |
| Abstenções                | Abstenções              | 9.232                         | 4,96%                         |
| Votos apurados            | Votos apurados          | 92.091                        | 100%                          |
| Votos válidos             | Votos válidos           | 84.428                        | 91,68%                        |
| Total de eleitores        |                         |                               |                               |

| Partido | Partido | Candidato          | Votos  | Votos (%) |
| ------- | ------- | ------------------ | ------ | --------- |
|         | PSD     | Cristóvão Tormin   | 59 855 | 70,89%    |
|         | PSDB    | Gastão Leite       | 20 206 | 23,93%    |
|         | PSOL    | Augustinho do PSOL | 2 622  | 3,11%     |
|         | DEM     | Geraldão           | 1 745  | 2,07%     |
| Totais  | Totais  | Totais             | 84 428 |           |

## Vereadores eleitos
| Candidato eleito     | Partido | Votação | Porcentagem | Cidade onde nasceu | Unidade federativa |
| Télio Rodrigues      | PSDB    | 2.357   | 2,73%       | Luziânia           | Goiás              |
| Cassiana Tormin      | PT      | 2.335   | 2,71%       | Luziânia           | Goiás              |
| Valdirene Tavares    | PSC     | 2.228   | 2,58%       | Brasília           | Distrito Federal   |
| Professora Edna      | PSDB    | 2.013   | 2,33%       | Unaí               | Minas Gerais       |
| Marcelo Braz         | PSDB    | 1.867   | 2,16%       | Luziânia           | Goiás              |
| Professora Jaqueline | PSD     | 1.840   | 2,13%       | Brasília           | Distrito Federal   |
| Eliel Junior         | PSDB    | 1.782   | 2,07%       | Luziânia           | Goiás              |
| Nilsin               | PSDB    | 1.782   | 2,07%       | Luziânia           | Goiás              |
| Marcos Cunha         | PTB     | 1.744   | 2,02%       | Rio Espera         | Minas Gerais       |
| Murilo Roriz         | PSD     | 1.717   | 1,99%       | Luziânia           | Goiás              |
| Luzia Diretora       | PSC     | 1.653   | 1,92%       | Luziânia           | Goiás              |
| Tiola                | PSD     | 1.625   | 1,88%       | Luziânia           | Goiás              |
| Chico da Antarctica  | PSDB    | 1.488   | 1,72%       | Porangatu          | Goiás              |
| Aderbal              | PMDB    | 1.427   | 1,65%       | Luziânia           | Goiás              |
| Diretora Ana Lúcia   | PSD     | 1.247   | 1,45%       | Brasília           | Distrito Federal   |
| Padre Hildo          | PSD     | 1.181   | 1,37%       | Malhada            | Bahia              |
| Dr. Denis Meireles   | PMDB    | 902     | 1,05%       | Luziânia           | Goiás              |
| Ecio Carlos          | PSB     | 837     | 0,97%       | Luziânia           | Goiás              |
| Branco Carteiro      | PT      | 705     | 0,82%       | Luziânia           | Goiás              |